# Rund um den Henninger-Turm 1969
Il Rund um den Henninger-Turm 1969, ottava edizione della corsa, si svolse il 1º maggio su un percorso con partenza e arrivo a Francoforte sul Meno. Fu vinto dal belga Georges Pintens della Mann-Grundig davanti all'italiano Michele Dancelli e all'altro belga Herman Van Springel.

## Ordine d'arrivo (Top 10)
| Pos. | Corridore           | Squadra                   | Tempo    |
| ---- | ------------------- | ------------------------- | -------- |
| 1    | Georges Pintens     | Mann-Grundig              | 5h48'10" |
| 2    | Michele Dancelli    | Molteni                   | a 10"    |
| 3    | Herman Van Springel | Mann-Grundig              | a 1'20"  |
| 4    | Wim Schepers        | Caballero                 | s.t.     |
| 5    | Alain Vasseur       | Bic                       | s.t.     |
| 6    | Mario Anni          | Molteni                   | s.t.     |
| 7    | Victor Van Schil    | Faema-Faemino             | s.t.     |
| 8    | José Catieau        | Sonolor-Lejeune           | a 1'50"  |
| 9    | Willy In 't Ven     | Mann-Grundig              | s.t.     |
| 10   | Walter Godefroot    | Flandria-De Clercq-Kruger | s.t.     |